# José María Escandón y Antayo
José María Escandón y Antayo (1808-Oviedo, 1869) fue un historiador y paleógrafo asturiano.
Durante su juventud fue miembro de la Real Sociedad Económica de Amigos del País, para la que escribió el trabajo Noticias sobre la manera de perfeccionar los ganados. Junto con su hermano Juan escribió en 1824 Memoria histórico fúnebre sobre su padre, el general Salvador Escandón. Su obra cumbre fue la Historia Monumental de los Reyes de Asturias, publicada en 1862.
Fue activo seguidor del Carlismo, por lo que al ser derrotado ese movimiento tuvo que exiliarse en Francia. Más tarde se trasladaría a Madrid.